# 塩海足尼
塩海足尼（しおみのすくね、しぶみのすくね、しおのみのすくね）は、古墳時代の豪族で初代甲斐国造。

## 概要
『古事記』や『先代旧事本紀』「国造本紀」ではその始祖を狭穂彦王としており、日下部連とは同族とされる。
酒折宮の伝承では甲斐国を訪れた日本武尊が酒折宮を発つとき、
「吾行末ここに御霊を留め鎮まり坐すべし」と言って、火打嚢を塩海足尼に授けたとされる。勅を奉戴した塩海足尼がこの火打嚢を御神体として、月見山の中腹に社殿を建てたことが神社の始まりとされる。同神社の由緒や磯貝正義・原秀三郎は酒折宮伝承に登場する東国造に任じられた御火焼之老人を塩海足尼に比定する説を唱えている。
塩海足尼は甲斐国内の歴史的神社の創建伝承において数多く登場する。例えば美和神社は景行朝に大和国の大神神社から大三輪明神を勧請し、塩海足尼を祭主として祀っことが起源とされる。金櫻神社は景行天皇四十年に日本武尊が東征の帰路に参詣し、塩海宿禰に社殿の造営を命じたことが起源とされる。神部神社は景行朝に塩海足尼が近江国比叡から勧請したことが起源とされる。中牧神社は景行天皇四十年、日本武尊が東征の際に酒折宮において塩海足尼に勅し、山梨加美郷の中央茅野々丘に創祀させたことが始まりとされる。
また神社の創建伝承に限らず下部温泉の開湯伝説にも登場し、この伝説では塩海足尼が領内巡視の折にたまたま温泉を発見し、「塩部（下部）の湯」と名付けたことが下部温泉の起源とされている。
国立神社では国造塩海足尼が祭神として祀られている。

## 系譜
狭穂彦王の3世孫・臣知津彦公の子。